# Paardensport op de Paralympische Zomerspelen 2000

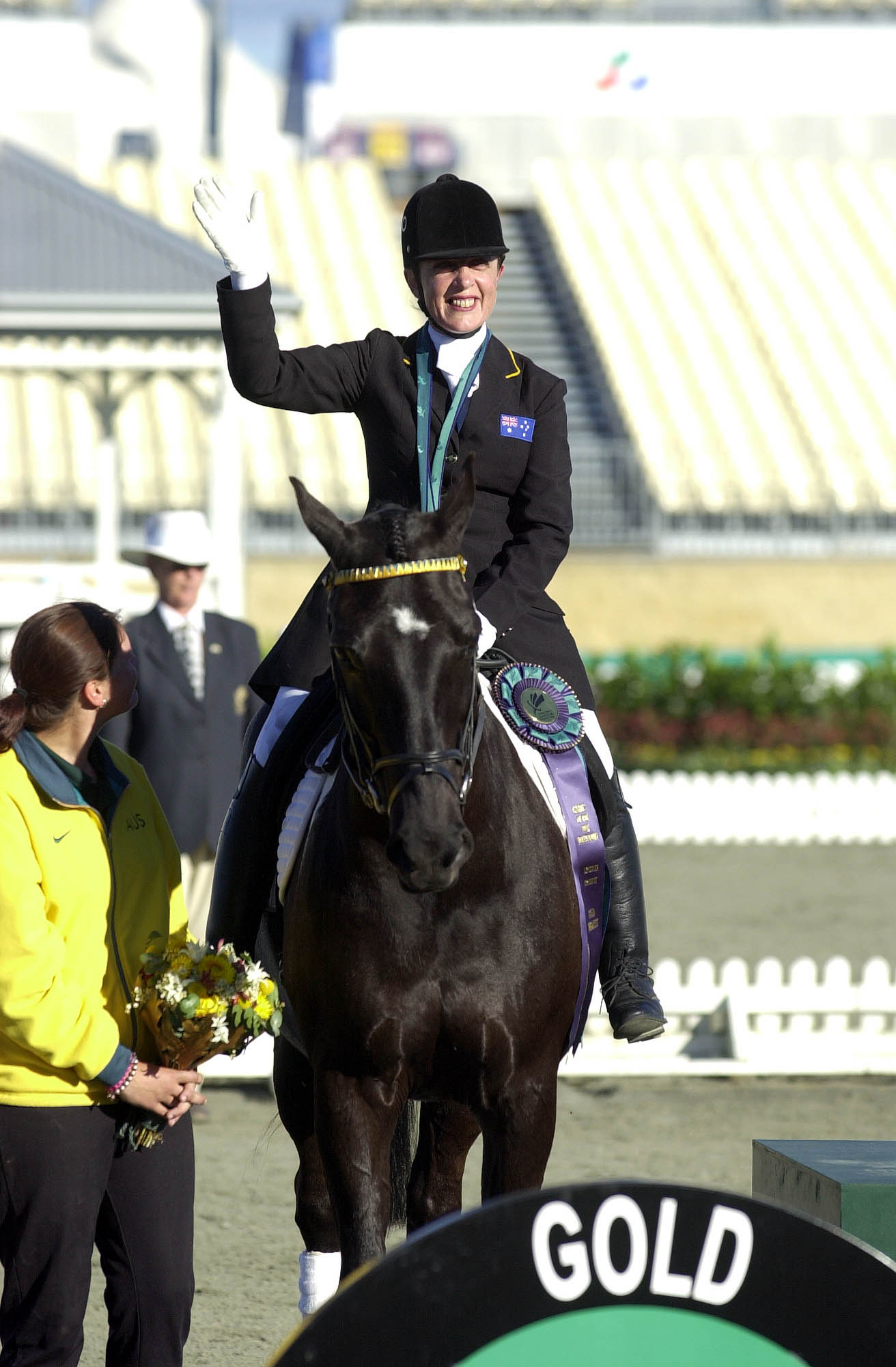
Julie Higgins op het podium tijdens de Paralympische Zomerspelen 2000

Op de XIe Paralympische Spelen die in 2000 werden gehouden in het Australische Sydney was paardensport een van de 19 sporten die werd beoefend.

## Evenementen
In totaal waren er negen onderdelen bij het paardrijden op de Paralympics in 2000. 
Verplichte kür
- Graad I
- Graad II
- Graad III
- Graad IV
- Team, open

Vrije kür
- Graad I
- Graad II
- Graad III
- Graad IV

## Verplichte kür
| \| Rank \| Land \| Punten \| \| ---- \| ------------------- \| ------- \| \| 1 \| Verenigd Koninkrijk \| 444.866 \| \| 2 \| Nederland \| 417.109 \| \| 3 \| Noorwegen \| 413.082 \| |                     |         |
| Rank | Land                | Punten  |
| 1 | Verenigd Koninkrijk | 444.866 |
| 2 | Nederland           | 417.109 |
| 3 | Noorwegen           | 413.082 |

| Klasse    | Punten | land | Goud          | land | Zilver                  | land | Brons          |
| --------- | ------ | ---- | ------------- | ---- | ----------------------- | ---- | -------------- |
| Graad I   | 67.96  | GBR  | Lee Pearson   | DEN  | Brita Andersen          | AUS  | Rosalie Fahey  |
| Graad II  | 71.26  | NED  | Joop Stokkel  | BEL  | Francis de Baerdemaeker | GBR  | Nicola Tustain |
| Graad III | 64.83  | AUS  | Julie Higgins | NOR  | Anne Cecilie Ore        | NOR  | Hanne Nesheim  |
| Graad IV  | 67.88  | NZL  | Jayne Craike  | NOR  | Ann Cathrin Evenrud     | GBR  | Kay Gebbie     |

## Vrije kür
| Klasse    | Punten | land | Goud           | land | Zilver           | land | Brons             |
| --------- | ------ | ---- | -------------- | ---- | ---------------- | ---- | ----------------- |
| Graad I   | 73.35  | GBR  | Lee Pearson    | DEN  | Brita Andersen   | NOR  | Jens Lasse Dokkan |
| Graad II  | 77.45  | GBR  | Nicola Tustain | NED  | Joop Stokkel     | NED  | Gert Bolmer       |
| Graad III | 73.33  | AUS  | Julie Higgins  | NOR  | Anne Cecilie Ore | AUS  | Marita Hird       |
| Graad IV  | 73.38  | GBR  | Kay Gebbie     | NZL  | Jayne Craike     | FIN  | Marita Tevali     |

Atletiek · Bankdrukken · Basketbal · Boogschieten · Boccia · CP-voetbal · Goalball · Judo · Paardensport · Rugby · Schermen · Schietsport · Tafeltennis · Tennis · Volleybal · Wielersport · Zeilen · Zwemmen
New York & Stoke Mandeville 1984 ·
Atlanta 1996 ·
Sydney 2000 ·
Athene 2004 ·
Peking 2008 ·
Londen 2012 ·
Rio de Janeiro 2016 ·
Tokio 2020 ·
Parijs 2024 ·
Los Angeles 2028